# Naaldenkervel-verbond
Het naaldenkervel-verbond (Caucalidion) is een verbond uit de orde van grote klaproos (Papaveretalia rhoeadis). Naamgever is de naaldenkervel.

## Naamgeving en codering
| Caucalidion platycarpi Von Rochow 1951 |

- Syntaxoncode voor Nederland (rVvN): r31Aa

De wetenschappelijke naam Caucalidion is afgeleid van de botanische naam van caucalis (Caucalis platycarpos).

## Associaties in Nederland en Vlaanderen
Uit het naaldenkervel-verbond komen in Nederland en Vlaanderen twee associaties voor.
- - stoppelleeuwenbek-associatie (Kickxietum spuriae)
  - nachtkoekoeksbloem-associatie (Papaveri-Melandrietum noctiflori)

## Fotogalerij

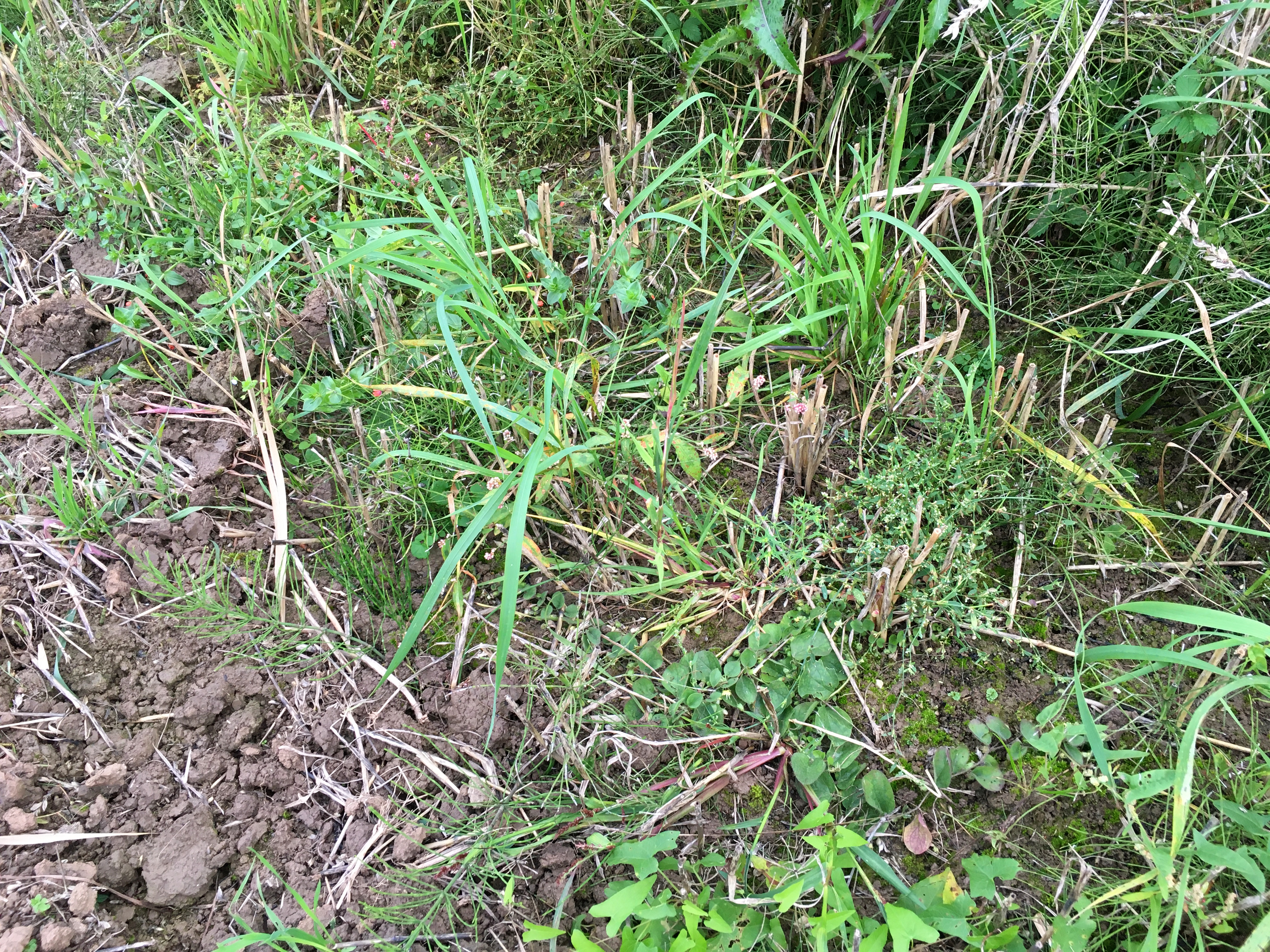
Akkerrand met de stoppelleeuwenbek-associatie